# Stejnolehlost

Stejnolehlost zobrazí pětiúhelník na podobný pětiúhelník. S - střed stejnolehlosti, k=A'S/AS=B'S/BS=... - koeficient stejnolehlosti

Stejnolehlost je zobrazení v afinním prostoru. Je to homotetie, která má jediný samodružný bod, střed stejnolehlosti.
Všechny přímky spojující vzory a jejich obrazy se protínají v jediném bodě - středu stejnolehlosti. Kromě něj je určena reálným číslem různým od nuly a jedné, tzv. koeficientem stejnolehlosti. Je-li S střed stejnolehlosti a λ její koeficient, pak pro každý vzor X a jeho obraz X´ platí:
{\displaystyle {\overrightarrow {SX'}}=\lambda \cdot {\overrightarrow {SX}}}.

## Speciální případy

Pro koeficient stejnolehlosti rovný −1 stejnolehlost přechází ve středovou souměrnost.

Pro koeficient stejnolehlosti rovný −1 se jedná o středovou souměrnost.

## Vlastnosti stejnolehlosti
- Obrazem přímky je vždy přímka s ní rovnoběžná, tj. všechny směry jsou samodružné. Z projektivního hlediska jsou všechny nevlastní body samodružné.
- V euklidovském prostoru je stejnolehlost (nejjednodušší) podobnost. Absolutní hodnota koeficientu stejnolehlosti je rovna měřítku podobnosti.
- Každé dvě kružnice v rovině jsou nejen podobné, ale i stejnolehlé. Pokud nejsou soustředné nebo shodné, tak právě dvěma způsoby.
- Každé pravidelné mnohoúhelníky se stejným počtem stran (např. čtverce)  jsou vždy podobné, ale stejnolehlé jsou jen, když leží v jedné rovině a mají rovnoběžné odpovídající strany. Pokud nejsou soustředné nebo shodné, tak právě dvěma způsoby.
- Dva pravidelné mnohostěny (např. krychle) jsou vždy podobné, ale stejnolehlé jsou jen, když mají rovnoběžné odpovídající stěny. Pokud nejsou soustředné nebo shodné, tak právě dvěma způsoby.
- Každé dvě koule či kulové plochy jsou nejen podobné, ale i stejnolehlé. Pokud nejsou soustředné nebo shodné, tak právě dvěma způsoby.